# Sentido común
La expresión sentido común describe las creencias o proposiciones que se alimentan por la sociedad (familia, clan, pueblo, nación o entera humanidad).
La comprensión cotidiana del sentido común se deriva en última instancia de las discusiones filosóficas históricas. Entre los términos relevantes de otras lenguas utilizados en tales discusiones figuran el latín sensus communis, el griego αἴσθησις κοινὴ (aísthēsis koinḕ), y en francés bon sens, pero no son traducciones directas en todos los contextos. Del mismo modo, en inglés hay diferentes matices de significado, que implican más o menos educación y sabiduría: "good sense" se considera a veces equivalente a "common sense", y a veces no.
"Sentido común" tiene al menos dos significados filosófica específicos. Uno es como una capacidad del alma animal (ψῡχή, psūkhḗ) propuesta por Aristóteles para explicar cómo los diferentes sentidos se unen y permiten la discriminación de objetos particulares por parte de las personas y otros animales. Este sentido común es distinto de los diversos percepción sensorials y de la pensamiento racional humana, pero coopera con ambos.
Un segundo uso filosófico del término es de influencia romana y se utiliza para la sensibilidad humana natural hacia otros seres humanos y la comunidad. Al igual que el significado cotidiano, ambos se refieren a un tipo de conciencia básica y capacidad de juicio que se espera que la mayoría de las personas compartan de forma natural, aunque no puedan explicar por qué. Todos estos significados de "sentido común", incluidos los cotidianos, están interconectados en una historia compleja y han evolucionado durante importantes debates políticos y filosóficos de la civilización occidental moderna, sobre todo en lo relativo a la ciencia, la política y la economía. La interacción entre los significados ha llegado a ser especialmente notable en inglés, a diferencia de otras lenguas de Europa occidental, y el término inglés se ha internacionalizado.
Desde el Siglo de las Luces el término "sentido común" se ha utilizado para retórica al efecto tanto de forma aprobatoria, como norma de buen gusto y fuente de axiomas científicos y lógicos, como desaprobatoria, como equivalente a prejuicio vulgar y superstición.  Fue a principios del siglo XVIII cuando este antiguo término filosófico adquirió por primera vez su significado inglés moderno: "Aquellas verdades sencillas y evidentes o sabiduría convencional que uno no necesitaba ninguna sofisticación para comprender y ninguna prueba para aceptar precisamente porque concordaban muy bien con las capacidades intelectuales básicas (sentido común) y las experiencias de todo el cuerpo social." Esto comenzó con la crítica de Descartes, y lo que llegó a conocerse como la disputa entre "racionalismo" y "empirismo". En la línea inicial de uno de sus libros más famosos, Discurso del método, Descartes estableció el sentido moderno más común, y sus controversias, cuando afirmó que todo el mundo tiene una cantidad similar y suficiente de sentido común (bon sens), pero rara vez se utiliza bien. Por lo tanto, es necesario seguir un método lógico escéptico descrito por Descartes y no confiar demasiado en el sentido común. En la subsiguiente Enlightenment del siglo XVIII, el sentido común llegó a ser visto más positivamente como la base del pensamiento moderno. Se contrapuso a la metafísica, que estaba, como el cartesianismo, asociada al Antiguo Régimen. El polémico panfleto de Thomas Paine Sentido común'] (1776) ha sido descrito como el panfleto político más influyente del siglo XVIII, afectando tanto a la American como a la French revolutions. Hoy en día, el concepto de sentido común, y la mejor manera de utilizarlo, sigue vinculado a muchos de los temas más perennes de la epistemología y la ética, con especial atención a menudo dirigida a la filosofía de las ciencias sociales modernas.

## Definiciones
Henri Bergson define al sentido común como "la facultad para orientarse en la vida práctica". Eduardo Mora-Anda dice que el sentido común nos ahorra tonterías: calcula lo probable y lo improbable, lo razonable y lo absurdo. No se atiene a reglas, sino a lo que puede funcionar; no es perfeccionista, sino que prefiere "lo razonable",[cita requerida] también analizado por Lin Yutang en "La Importancia de Vivir".[cita requerida] 
Para Trout y Rivkin, el sentido común es una facultad esencial de la persona: «una facultad que posee la generalidad de las personas, para juzgar razonablemente las cosas». Yash, Hipat Roses e Imeld lo definen como «el don provisto para saber distinguir todo lo que nos rodea: el bien, el mal, la razón y la ignorancia».
De una manera más sencilla, se comprende por sentido común a una manera de no pensar y de no analizar crítica o científicamente hechos y  fenómenos de la sociedad, dados como naturales y concretos sin investigaciones metodológicas previas. Al aceptar estos hechos sin argumentos, escapan al rigor científico y a toda clase de análisis críticos. Dado que lo «común» (a diferencia de los cinco sentidos establecidos), no es parte de lo cognitivo (natural), sino una construcción social. El sentido común es la antítesis al pensamiento crítico.

## Teología católica
Entre los teólogos católicos, escritores como el teólogo François Fénelon y el filósofo Claude Buffier (1661-1737) hicieron una defensa anticartesiana del sentido común como fundamento del conocimiento. Otros teólogos católicos adoptaron este enfoque, y se intentó combinarlo con el tomismo más tradicional, por ejemplo Jean-Marie de La Mennais. Este enfoque era similar al de Thomas Reid, que por ejemplo fue una influencia directa para Théodore Jouffroy. Esto significaba basar el conocimiento en algo incierto, e irracional. Matteo Liberatore, buscando un enfoque más coherente con Aristóteles y Aquino, equiparó este sentido común fundacional con el koinaí dóxai de Aristóteles, que se corresponde con el communes conceptiones de Aquino. En el siglo XX, este debate se asocia especialmente con Étienne Gilson y Reginald Garrigou-Lagrange.  Gilson señaló que el enfoque de Liberatore significa categorizar creencias tan comunes como la existencia de Dios o la inmortalidad del alma, bajo el mismo epígrafe que (en Aristóteles y Aquino) creencias tan lógicas como que es imposible que algo exista y no exista al mismo tiempo. Esto, según Gilson, es ir más allá del significado original. Con respecto a Liberatore escribió:

Los intentos de este tipo acaban siempre en derrota. Para conferir un valor filosófico técnico al sentido común de los oradores y moralistas es necesario, o bien aceptar el sentido común de Reid como una especie de instinto injustificado e injustificable, lo que destruirá el tomismo, o bien reducirlo al intelecto y a la razón tomistas, lo que tendrá como consecuencia su supresión como facultad específicamente distinta del conocimiento. En resumen, no puede haber término medio entre Reid y Santo Tomás.

Gilson argumentó que el tomismo evitaba el problema de tener que decidir entre las certezas innatas cartesianas y el incierto sentido común de Reid, y que "tan pronto como el problema de la existencia del mundo externo fue presentado en términos de sentido común, el cartesianismo fue aceptado".

## Controversia universalismo-contextualismo
Para Thomas Reid los principios del sentido común "son universales y fijos, no sujetos a crítica o renovación". En cambio Karl Popper reconoce que los contenidos del sentido común "sí están sujetos a cuestionamiento y cambio". Por su parte, Vico señala "la dependencia del sentido común a sus contextos culturales específicos".

## Doctrina clásica
En la acepción clásica de la filosofía Aristotélico-Tomista (y en la misma etimología del término), el sentido común se refiere a la reunión de las impresiones de los diversos sentidos; tanto los externos (vista, audición, tacto, gusto y olfato), como de los sentidos internos (cogitativa, la memoria y la imaginación). El sentido común reúne la información de todos los sentidos, y esta reflexión ayuda a distinguir lo verdadero de lo falso, o lo bueno de lo malo. 
Sin depender de un conocimiento esotérico, investigación o estudio, el sentido común es el primero de los sentidos internos y  que los clasifica en sentido común, imaginación, memoria y estimativa-cogitativa en el hombre. El sentido común no es el «buen sentido», «común» a todos los hombres, es decir, la inteligencia en su actividad espontánea, o la razón en el sentido cartesiano de poder distinguir lo verdadero de lo falso. Aunque sea una acepción corriente, esta asimilación supone un cambio de significación con respecto a la doctrina clásica, que configura el sentido común como un sentido, una función del conocimiento sensible: su objeto no es abstracto y, por tanto, no es una función intelectual.

## Naturaleza y funciones
Delimitado así el sentido común podemos pasar a examinar su naturaleza y sus funciones con más detalle. Como todos los sentidos es una potencia pasiva, es decir, que no opera hasta que no es excitado por el objeto. La información en su estado puramente termodinámico, hace perder recursos al objeto que pierde su discretismo ante el observador. El objeto como tal no se transforma al conocerlo, sino que lo enfoca y lo delimita en su campo de acción.
Las propiedades no observadas sencillamente pasan desapercibidas, ejerciendo una influencia discreta entre ambos objetos, cuyas propiedades irán emergiendo en función de si el objeto es capaz de irse adaptado a la interacción dinámica con dicho objeto. Por 'abrirse' una vía de comunicación, el objeto aparenta ser a nuestro sentir lo ideal para la consecución del objetivo. Se irá alejando, o no, de ese estado ideal en función de que se vayan conociendo el resto de propiedades. Por ello, cuando un acontecimiento sucede en el universo... ¿Qué orden ha seguido? ¿Causa - efecto? ¿O quizá porque el efecto es el ideal, se persigue la causa?. Este principio hace replantearse si de verdad existe una línea del tiempo predominante en el universo objetiva, o es más bien orquestada por los elementos que interaccionan, quedando sujeta a los estados de energía de cada sistema interactuante, siendo las propiedades internas de estos sistemas un elemento más capaz de modificar dicho flujo temporal al adoptar posiciones o roles adaptados a las previsiones.
Hay que señalar que según un sentido está más alejado del objeto, y según sus funciones vayan siendo más complejas, su capacidad de «error» es mayor. Así, el sentido común puede «equivocarse» más que los sentidos externos. Pero su objeto lo capta más «abstractamente» y, por tanto, de modo más perfecto.

### Naturaleza
Dentro de la dinámica metabólica del cerebro, los sentidos internos que desencadenan la dinámica con el medio, sensaciones menos elaboradas y más simples, generan una cascada de pulsos neuronales, los cuales solo llegan aquellos de los que requieren nuestra atención porque así se nos ha educado, porque está en peligro la vida o damos importancia relevante a cierta parte del medio en el que nos desenvolvemos. Dada la estrecha conexión e interdependencia dentro de la que actúan los sentidos, el sentido común cumple una función clave: por una parte unifica y regula la multiplicidad sensorial de los sentidos externos; y, por otra, sirve de enlace entre estos y los sentidos internos.
El conocimiento que proporciona los sentidos menos desarrollados y elaborados tienen por objeto una cosa distinta del sentido común; su objeto son las sensaciones de los demás sentidos externos aunque no en el mismo plano que ellos, ya que su función no versa sobre los objetos exteriores sino sobre nuestra sensación de los objetos. Viene a ser como la raíz y principio de la sensibilidad externa, radix et principium sensuum externorum.
- El sentido no capta los sensibles comunes, pues estos son objetos exteriores, captados por los sentidos externos con su propio objeto, mientras el sentido común es un sentido interno.

- El sentido común no tiene una función de «reflexión».

Para reflexionar tenemos la capacidad de recordar, valorar y establecer una acción con conocimiento, o sea a conciencia. Pues el sentido común es un conocimiento más dentro de nuestra dinámica en el medio.

### Funciones
Las funciones que tradicionalmente se le atribuyen son: 
- Conocer las diferentes cualidades captadas por los sentidos externos y establecer una comparación entre dichas cualidades.
- Conocer los actos u operaciones de los sentidos externos.
- Según Barbado,[14] realiza una función más: distinguir los objetos reales de las imágenes fantásticas; se apoya Barbado para asignarle esta función en algunos textos de santo Tomás, textos cuya relación con el sentido común ha sido poco estudiada.[15]

Un punto a determinar con precisión es si deduce especie expresa -como el resto de los sentidos internos-, o solo especie impresa -como los sentidos externos-; los textos clásicos dejan abiertos interrogantes a este respecto.
- «El sentido común es la potencia por la que se tiene la sensación de cualquier sensación externa, cosa muy distinta de la potencia por la que se tiene la «idea» de cualquier sensación. Dicho de otra manera: el sentido común no entiende, sino que siente las sensaciones externas».[16] El objeto del conocimiento es conocido fragmentariamente por el sujeto en el conocimiento inmediato. Efectivamente el «contacto inmediato» con el objeto se realiza a través de los sentidos externos, pero estos solo captan cada uno un aspecto de dicho objeto; el ojo no oye, ni el oído siente la dureza. La primera unificación de estas cualidades captadas se debe llevar a cabo (es lo que hace el sentido común) a través de una comparación entre ellas, que permite, a su vez, diferenciarlas... Pero esta comparación o diferenciación implica ya una referencia marcada a la unidad del sujeto que siente (debe haber algo que unifique), y por eso se dice que el sentido común «ilumina» el acto del sentido externo y lo hace «consciente» (de ahí el nombre que se le da al sentido común de conciencia sensible). El sentido común, pues, utiliza a los sentidos externos como «instrumentos» de los que se sirve para cumplir su función más eminente en orden al conocimiento del objeto.

- Nosotros conocemos nuestras sensaciones. «No solo sentimos el objeto, sino que sabemos que lo sentimos. Ahora bien, un sentido no puede reflexionar sobre sí mismo, porque es orgánico. El ojo ve los colores, pero no puede ver su visión de los colores.[17] Así, pues, hay que admitir una función de conocimiento distinta que tiene por objeto los actos directos del conocimiento sensible, y esto lo hace el sentido común».[18]

Pero el sentido común no solo es activo por estas funciones, sino -y esto es muy importante- porque regula la «atención sensorial», mediante la cual el sujeto dirige el oído, la vista, etc., hacia el estímulo, para sentirlo mejor.